# ورونیکا نکولا
ورونیکا نکولا (انگلیسی: Veronica Necula؛ زادهٔ ۱۵ may ۱۹۶۷ (۵۷ سال)) ورزشکار روئینگ اهل رومانی است.
وی در مسابقات کشوری و بین‌المللی در مجموع برندهٔ ۲ مدال طلا، ۱ مدال نقره، ۲ مدال برنز شده‌است.